# Гавришеве
Гавришеве — колишнє село, входило до складу Сакуниської сільської ради, Недригайлівський район, Сумська область.
Станом на 1986 рік в селі проживало 10 людей.
В грудні 1993 року село зняте з обліку.

## Географічне розташування
Село знаходиться в балці Гнилий Яр, протікає пересихаючий струмок, на якому знаходиться загата. На відстані 1 км знаходиться село Лахнівщина.